# Tendrui
Tendrui es una pedanía del municipio de Tremp, comarca de Pallars Jussá en la provincia de Lérida,  Cataluña, España. Concretamente la localidad se encuentra a unos 6 km de Tremp. Es ciertamente bastante pequeña, aunque destaca por su tranquilidad y su belleza.